# Кузнецов, Виктор Игоревич
Виктор Игоревич Кузнецов (3 июня 1962, Ленинград - 5 октября 2018, Санкт-Петербург) — советский футболист, защитник, полузащитник.
Воспитанник ленинградской школы «Смена». В 1981 году тренером Юрием Морозовым был приглашён в «Зенит», в том году в октябре—ноябре сыграл четыре матча в чемпионате СССР. Весной следующего года провёл три матча на Кубок СССР, в июле — августе 12 игр в чемпионате. За 2,5 сезона сыграл в дублирующем составе 71 матч, забил 4 гола. Вторую половину 1983 года и 1984 отыграл во второй лиге за ленинградское «Динамо», следующие два сезона — в целиноградском «Целиннике», после чего не выступал на высшем уровне почти десять лет. В 1993—1995 годах играл в составе казахстанского клуба «Карачаганак» Аксай.